# Лоусон, Редж
Ре́джиналд О́упеншо Ло́усон (англ. Reginald Openshaw Lawson; ноябрь 1880 — дата смерти неизвестна), более известный как Редж Лоусон (англ. Reg Lawson) — английский футболист, нападающий.

## Футбольная карьера
Уроженец Болтона, Лоусон играл за ряд местных клубов. В 1895 году выступал за «Болтон Уондерерс», сыграв в 2 матчах Первого дивизиона, в которых забил 2 мяча.
В июне 1900 года перешёл в клуб «Ньютон Хит» из Манчестера. Дебютировал за клуб 1 сентября 1900 года в матче против «Глоссопа». Всего провёл в основном составе «язычников» 3 матча в чемпионате и 1 матч в Большом кубке Манчестера (17 ноября 1900 года против «Рочдейла»). В 1901 году покинул команду.